# Victoire de Margerie
Victoire de Margerie, es una empresaria francesa, nacida el 6 de abril de 1963 en Suresnes (Altos del Sena).
Forma parte de varias juntas directivas. De 2003 a 2011 fue profesora de gestión estratégica en la Grenoble École de Management. Desde 2009 es directora ejecutiva y principal accionista de Rondol Technology (empresa franco-británica de micromecánica) y, desde 2015, vicepresidenta del Foro Mundial de Materiales.

## Biografía
Victoire de Margerie es hija de Pierre-Alain Jacquin de Margerie, asegurador, y Colette Taittinger. Su abuelo es el empresario y político Pierre Taittinger: por tanto, forma parte de las familias Taittinger y Jacquin de Margerie.
Su medio hermano, Christophe de Margerie (1951-2014), fue presidente y director ejecutivo de Total de 2010 a 2014.
Después de estudiar en HEC Paris (promoción de 1983) y luego en Sciences Po (promoción de 1986), en 1994 obtuvo un diploma de educación continua en el Institut für Management und Technologie de Berlín y en 1997 un diploma de educación continua en la Escuela de Postgrado de Negocios Stanford. Desde 2007, tiene un doctorado en ciencias de la gestión de la Universidad Panthéon-Assas.
Después de dejar Sciences Po, se unió a la filial de Elf Aquitaine, Elf Atochem, que luego se convirtió en Arkema, como responsable de la red comercial europea y luego como directora de fusiones y adquisiciones en Europa a partir de los años 1990.
En 1992, después de haber construido una fábrica de extrusión de plástico en Leipzig, asumió el cargo de directora general antes de trasladarse en 1995 a CarnaudMetalBox (empresa adquirida posteriormente por Crown Holdings) como directora de calidad de la división europea. En 1998 se incorporó a Rio Tinto Alcan, empresa que abandonó en 2002 con el cargo de directora general de la división “botellas de plástico” (en Chicago).
En 2003, su carrera giró hacia la docencia cuando se convirtió en profesora de gestión en la Escuela de Gestión de Grenoble. Durante sus ocho años de docencia, publicó cuatro trabajos sobre prácticas de gestión, gobernanza y estrategia empresarial.
Paralelamente a su presidencia, en 2011 se convirtió en presidenta de Rondol Technology, un fabricante de máquinas de procesamiento de plásticos para aplicaciones “micro” y “nano”, cargo que aún ocupa hoy en día, además de sus cinco mandatos corporativos. Rondol es reconocida como una PYME innovadora en el mercado sanitario estadounidense.
Victoire de Margerie es también conferenciante en el Instituto Francés de Administradores.
Fue elegida miembro de la Academia de Tecnologías en 2019.

## Premios
- Caballero de la Legión de Honor, en 2011
- Caballero de la Orden de las Palmas Académicas.[7]

## Libros
- 2014 : Emballage Digest, « Quand la crise est une opportunité d'innovation »
- 2011 : con Jiang B (2011), International Journal of Operations and Production Management, « How relevant is Operations Management research to managerial practice ?»
- 2011 : con Le Loarne S. (2011), Dunod, La Boite à outils du chef d'entreprise
- 2009 : L’Harmattan, Strategy and Technology: Towards a Technology Based Sustainable Competitive Advantage
- 2009 : Management & Avenir, « Organisation de la gouvernance et Stratégie d'entreprise: état des lieux des 120 premières entreprises françaises cotées »